# 奎尔富特
奎尔富特（德語：Querfurt，德語發音：[ˈkveːɐ̯fʊʁt] ⓘ）是德国萨克森-安哈尔特州的一个市镇。总面积155.26平方公里，总人口11746人，其中男性5698人，女性6048人（2011年12月31日），人口密度76人/平方公里。